# 賞味期限
賞味期限（しょうみきげん）とは賞味期間の限界すなわち賞味期間の最終日時。
「賞味期間」とは品質劣化が比較的遅い食料品を包装状態のまま所定の状況において、製造者が安全性や味・風味など全ての品質が維持されると保証する期間。
衛生面よりも品質が重要なので、衛生的に比較的長期間保存できる加工食品に「賞味期限」を記載する。
食品には賞味期限の他に消費期限があり、下記のように意味は異なる。
- 賞味期限 - 品質が変わらずにおいしく食べられる期限。その期限を過ぎるとおいしく食べることができない。
- 消費期限 - 安全に食べられる期限。その期限を過ぎると食べない方がよい。（その期限を過ぎるとお腹をこわすなどの危険性がある）

いずれも、1）開封していない状態　2）記載されている保存方法通りに保存していること　が条件である。

## 概要
日本における賞味期限は、2008年（平成20年）2月24日の農林水産省および厚生労働省による新聞広告 で次の様に解説されている。
日本において賞味期限は、食品表示法 第4条第1項の規定に基づく内閣府令である食品表示基準 第2条第1項第8号において、「定められた方法により保存した場合において、期待される全ての品質の保持が十分に可能であると認められる期限を示す年月日をいう。ただし、当該期限を超えた場合であっても、これらの品質が保持されていることがあるものとする。 」と定義されている。食品である以上、求められる衛生面での安全性や、味・風味などの機能が維持される期限である。
基本的には年月日で表示されるが、缶詰やレトルト食品など長期保存（3か月以上）できるものでは年月で表示することも可能である。なお、砂糖や塩などの調味料、チューインガム、アイスクリーム類・氷など、品質劣化が極めて少ない食品は賞味期限を省略することができる。
これらは、主に食品衛生上の配慮による物だが、保存場所・状態によっては同期間内であっても飲食に適さないほど品質が劣化する事がある。逆に、それ以上の期間が経っていても安全性に問題が無い場合もある。消費者個人の判断により、期限の過ぎた物を使用してしまう事もあるが、健康に害を被る事もある。賞味期限や消費期限の切れた食品を使用して健康被害が発生した場合には、製造者に落ち度が無ければ、責任を問えない。また、賞味期限切れの商品を販売しても、法的罰則は無い。
またこの期限は、包装された状態で所定の状態において保管された場合における期限である。従って以下の状況においては生鮮食品と同様、より品質保持条件の良い状態（たとえば室内に対して冷蔵庫内）で保管の上、速やかに消費する必要がある。
- 包装を開けた場合
- 所定の温度よりも高い場所に置いた場合
- 維持されていた状態が変化した場合（例：冷凍食品が一度溶けてしまった時）

消費者庁は、賞味期限の愛称･通称として｢おいしいめやす｣を選び、2021年（令和3年）2月1日から普及啓発を行っている｡

## 賞味期限制定の背景
かつて日本の加工食品は、食品衛生法やJAS法で、すべての食品に対し食品の包装年月日を製造年月日として表示することが義務付けられていたが、長期間保存できる食品については省略可能であった。ただし賞味期限については、農林水産省所管のJAS法により、一部の食品に記載が義務付けられていたほか、法規制ではないものの、製造業者による製造後○日という表示がなされていた。
また牛乳の殺菌後、無菌で充填し、長期間常温(室温)保存可能なロングライフ牛乳（いわゆるLL牛乳）ができた際、厚生省所管の食品衛生法の乳等省令において、品質保持期限表示を乳業企業に義務付けられていた。
しかしながら、製造日表示には以下のような点から、消費者側からの反対も示されていた。
1. 本来いつを製造年月日にすべきか、不明確である食品（納豆・キムチ・ヨーグルト・チーズ・熟成そうめん・漬物・缶詰）の存在
発酵食品の場合は、容器への充填から店頭に並べられている間でも発酵が進むため、製品によっては充填日・食べ頃・発酵が進み過ぎて味が損なわれる頃合など、幾つもの日付が商品につけられていた。特に納豆の場合は、ちょうど店頭で納豆菌が煮豆を納豆に変える頃合になるよう、輸送時間から逆算して出荷していた。
2. 食のグローバリゼーション（国際的な食品流通）の進展に伴い、賞味期限の記載が一般的な諸外国から、「製造年月日の表示は、非関税障壁である」と指摘があったこと
外圧への反発意識があった一方、食品添加物を使っているために鮮度保持が容易で賞味期限が長く設定し易い商品と、そのような食品添加物を含まないために、賞味期限が短く設定されている商品の区別がつけがたいという意識もあった。
3. 特に牛乳生産など製造企業側の深夜操業の存在
デイゼロ（DAY0、D-0）問題と呼ばれる。日付が変わった午前0時に生産工程を動かして、当日製造出荷した食品のみを消費者が購入できるよう、スーパーマーケットが強く要望した。深夜労働のため、従事する従業員への負担が大きい。

このような問題に対応する形で、1995年（平成7年）に賞味期限の表示に移行された。
なお、こういった消費者側の製造年月日記載のニーズは依然として存在するため、生協など一部プライベートブランド商品では、現在でも製造年月日を併記しているものもある。
そもそも賞味期限とは、05年に統一された食品衛生法に基づくものが、2015年に食品表示基準に基づくものになったものであるが、賞味期限の決定は各食品企業に任せられているのが現状で、一般的には次の3つの検査を行った上で決められている。
- 菌の繁殖などを調べる微生物検査。
- 濁りや粘り、色や酸化などを調べる理化学検査。
- 実際に食べてみた食感や味、臭いなどを評価する官能検査。

### 食品ロス問題と対策
賞味・消費期限が必要以上に短いと、大量の食品廃棄の一因になるとの指摘もある。実際に農林水産省の調査によれば、2007年度の食品廃棄などの年間発生量は、1,134万トンである。
日本の食品業界には、流通段階において賞味期限までの期間を区切った「3分の1ルール」と言われる商慣習がある。流通経済研究所の調べでは、卸からメーカーに返品された商品金額は2010年度で1,139億円に上った。
これまでは賞味期限に関して明確な基準はなく、各食品メーカーに任せ切りだったが、消費者庁は食品毎の賞味期限設定方法について、統一ガイドラインを設ける方針を決めた。2011年9月、消費者庁食品表示課が、各食品メーカーや有識者を交えた検討会を立ち上げると発表。同月末から翌年にわたり、食品表示一元化検討会が何度も開かれた。
2014年に入り、カップ麺では5か月→6か月、袋麺では6か月→8か月、その他飲料などでも、安全面を再検証した上で、賞味期限を延長する各メーカーの動きも見られる。

## 表記（消費期限・品質保持期限）
「賞味期限」と類似した表現では「消費期限」があるが、これは特に生鮮食品や細菌の働きによって変質しやすい生の加工食品に対して使用される。これは、期限を過ぎると、風味以前に食品としての安全性が確保できない事から、消費に適するか適さないかという意味での区切りである。この差は製造日を含めて概ね5日以内に急速な品質の低下が認められる食料品については、この消費期限で表現される。
これとは別に食品衛生法上ではかつて「品質保持期限」という期限が規定されていたが、「農林物資の規格化及び品質表示の適正化に関する法律」（通称JAS法）上で賞味期限と概ね同じで期限であったため、縦割り行政の弊害として、3種の期限が食品にあり、消費者を混乱させる原因にもなるということで、JAS法を管轄する農林水産省と食品衛生法を管轄する厚生労働省の両省合同会議により2003年（平成15年）2月18日、品質保持期限表記を廃止して賞味期限表記に統合する事が決定された。この決定により2005年（平成17年）7月31日製造の物までには、品質保持期限の表記も認められているものの、その後は概ね5日未満の生鮮食品の類には消費期限、それ以外の品質保持期限の表記を賞味期限と書き換えている。
更に、食品表示法の制定に伴い、食品表示法第4条第1項の規定に基づく食品表示基準によるものに一本化された。食品表示基準においては消費期限、賞味期限の表示についての規定はあるが設定方法については特に規定はなく、消費者庁のガイドライン 食品表示基準について の（加工食品）(３) 消費期限又は賞味期限において「消費期限又は賞味期限については、食品の特性等を十分に考慮した上で、客観的な試験・検査を行い、科学的・合理的に設定すること。」としている。

## 様々な食品の賞味期限後の状態変化
以下に示すのは、賞味期限が経過してなお所定の状態で保存し続けた場合の状態変化である。前述の通り賞味期限は製品としての風味が保証される期限で、これの経過後に直ちに喫食に適さない状態になる訳ではなく、例えば賞味期限経過直後（賞味期限+1日など）で直ちに以下のような状態になる訳ではない。衛生さえ問題なければ食べられる。
この状態変化は、賞味期限内でも保管状況によって程度の差こそあれ常に進行している状態変化で、賞味期限を大きく過ぎると以下のような問題が顕著化するが、保存状態が悪いと賞味期限内でも発生しうる状態でもある。なお農林水産省はごみ問題にも関連して、「期限を過ぎても、すぐに食べられなくなるわけではありません」と述べている。
缶詰
液体である場合は成分が比重により分離してしまう。例を挙げれば果汁ジュースの場合、繊維分が沈殿し、缶コーヒーの場合は乳製品に含まれる脂肪分が浮上・凝固してしまう。このため比重により沈殿ないし凝固しやすい成分を含む缶入り飲料では「飲む前によく振ること」や、そのような状態変化があっても品質に問題が無いことを明記してある製品も見られる。
液体中に固形物の食品を入れてある物では、液体中に固形物の成分（特に味を決定するもの）が溶け出して固形物の風味が損なわれる一方、液体が固形物に浸透して、固形物がふやけ、歯応えが損なわれてしまう。更には缶の金属（錫）が食品中に溶け出し、食品が金属臭を帯びてしまう。また腐食により缶に穴が開いた場合に、内容物が腐敗する。
インスタント麺・スナック菓子など油で揚げた食品
食品に残った油分が酸化してしまい、酸化油脂特有の油臭さによって吐き気・ムカ付きを催させて飲食する意欲を減退させたり、飲食した場合に飽和脂肪酸によって、内臓疾患や動脈硬化等の健康被害を受ける危険性が挙げられる。実際、賞味期限切れのインスタントラーメンの販売が問題になり、1974年5月9日にNHK総合テレビジョンで公開生放送された『ニュースセンター9時』においても、番組に寄せられた中野区の主婦の投書を参考として、この問題点を探る記者報告（ディレクター・語り:浜岡功一、カメラマン：竹内祥高）が放送され、製造日から数えて半年以上も経過したラーメンが実際に販売された事例が明らかにされた。
冷凍食品
所定の保管温度（摂氏マイナス18度以下）であっても、食品中の水分は昇華現象によって絶えず蒸発し続けるため、消費期限を過ぎて保管された冷凍食品は総じて、フリーズドライ状態により乾燥してパサパサになってしまう。また、パッケージが水分を通さないプラスチック類でできた袋である場合は、蒸発した水分がパッケージ内で再結晶化して凍結し、部分的に水浸しとなって解凍後の風味が落ちる。
保管状況が芳しくなく、一度溶けた後に再凍結させた場合には、食品中に氷の粒が発生する。消費のために解凍すると、そこから水分が抜けて歯応えが悪くなってしまう。また、溶けている最中に腐敗した場合、腐敗状態のまま再凍結されることから食中毒の原因ともなる。

## 食品以外

### タバコ
JTのたばこには、賞味期限が設定されている。賞味期限を過ぎた煙草は、未開封の状態でも味や香りが変質する。

### 比喩
口に入れない物でも比喩として賞味期限という言葉が使われる場合がある。「写真フィルムの賞味期限」、「政治家としての賞味期限」など。

## 関連項目

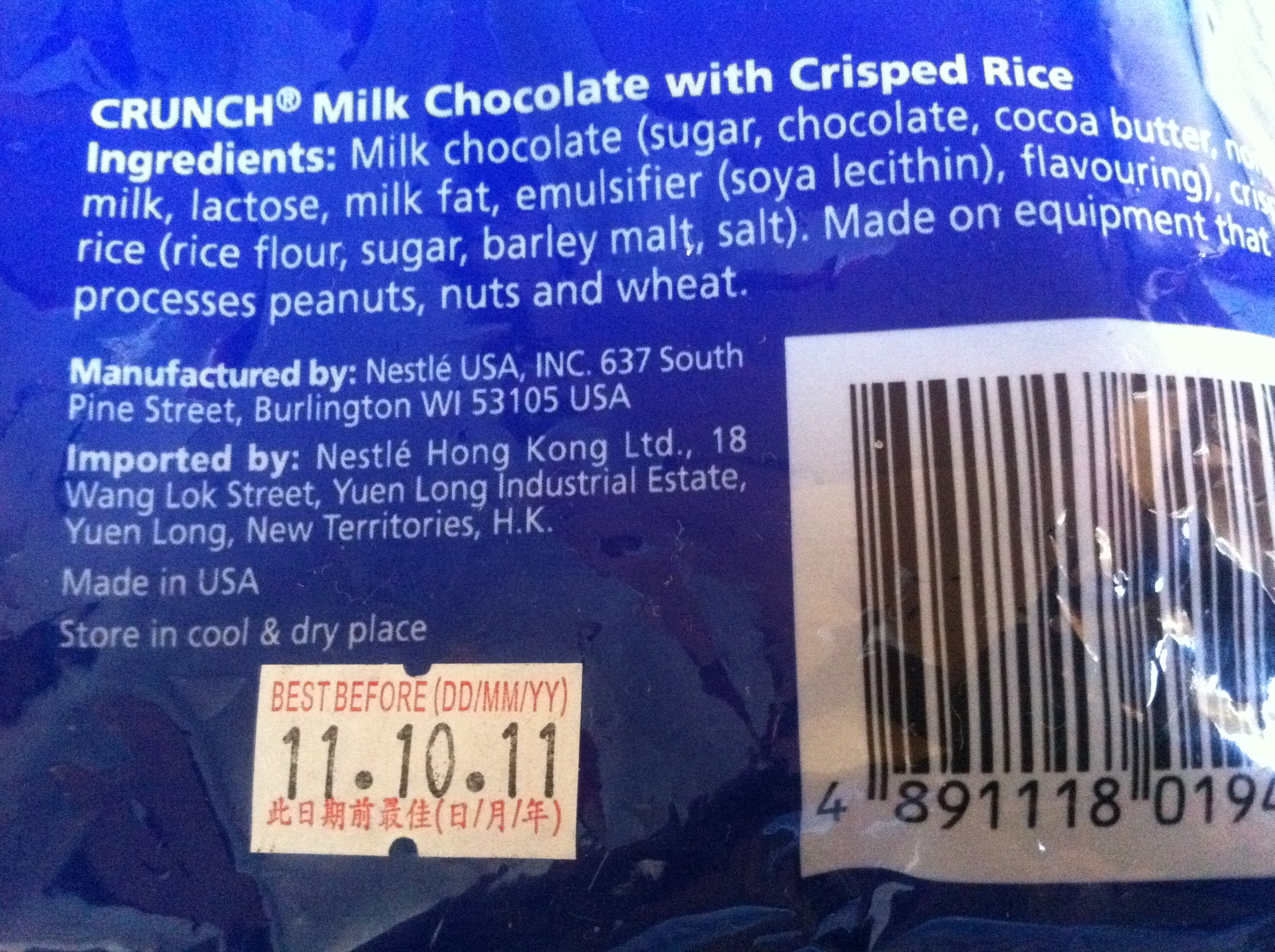
値札のようなシールでの掲示